# Тепанє
Тепанє (словен. Tepanje) — поселення в общині Словенське Коніце, Савинський регіон, Словенія. Висота над рівнем моря: 296,3 м.